# ابن المنادي
أبو الحسين أحمد بن جعفر بن محمد بن عبيد الله بن صبيح المعروف بابن المنادي، ولد في مدينة بغداد عام 256هـ/869م، كان ابن المنادي محدث، ثقة، أميناً، عالماً، ورعاً، صدوقاً، وحجة في ما يرويه، محصلاً لما يمليه، صنف كتباً كثيرة، وجمع علوما جمة، وما يسمع من مصنفاته إلا أقلها.
سمع من جده محمد بن عبيد الله، ومحمد بن إسحاق الصغاني، والعباس بن محمد الدوري، وزكريا بن يحيى المروزي، ومحمد بن عبد الملك الدقيقي، وأبا البختري عبد الله بن محمد بن شاكر العنبري، وأبا داود السجستاني، وعيسى بن جعفر الوراق، وأبا يوسف القلوسي، وغيرهم كثير.
وروى عنه المتقدمون كأبي عمر بن حيويه، وأحمد بن نصر الشذائي، وعبد الواحد بن أبي هاشم، وأبو الحسن بن طلال، وأحمد بن صالح بن عمر البغدادي، وآخر من حدث عنه: محمد بن فارس المغوري.
قال عبيد الله بن أحمد بن علي الصيرفي: «كان أبو الحسين ابن المنادي، صلب الدين خشناً، شرس الأخلاق، فلذلك لم تنتشر الرواية عنه».، 

## وفاته
توفي أبو الحسين عام 336هـ/947م، ودفن في مقابر الخيزران عند تربة أخيهِ عمر ابن المنادي. قال أبو الحسن بن الفرات: توفي أبو الحسين بن المنادي يوم الثلاثاء لإحدى عشرة ليلة بقيت من المحرم سنة ست وثلاثين وثلاث مائة، ودفن في مقبرة الخيزران.

## ما ذكر عنه في كتاب الفتاوي لابن تيمية
نقل عنه ابن تيمية الإجماع على كروية الأرض عند علماء المسلمين، حيث سُئل ابن تيمية: عن رجلين تنازعا في «كيفية السماء والأرض» هل هما «جسمان كرويان»؟ فقال أحدهما كرويان؛ وأنكر الآخر هذه المقالة وقال: ليس لها أصل وردها فما الصواب؟ فأجاب: «السماوات مستديرة عند علماء المسلمين، وقد حكى إجماع المسلمين على ذلك غير واحد من العلماء أئمة الإسلام: مثل أبي الحسين أحمد بن جعفر بن المنادي أحد الأعيان الكبار من الطبقة الثانية من أصحاب الإمام أحمد وله نحو أربعمائة مصنف».